# Marco Antônio (1963)
Marco Antônio (nacido el 20 de agosto de 1963) es un exfutbolista brasileño que se desempeñaba como defensa.
Jugó para clubes como el Shimizu S-Pulse entre 1992 y 1993.

## Trayectoria

### Clubes
| Club            | País  | Año         |
| --------------- | ----- | ----------- |
| Shimizu S-Pulse | Japón | 1992 - 1993 |

## Estadística de carrera

### J. League
| Club            | Año   | J. League | J. League | Copa J. League | Copa J. League | Total | Total |
| Club            | Año   | Part.     | Goles     | Part.          | Goles          | Part. | Goles |
| --------------- | ----- | --------- | --------- | -------------- | -------------- | ----- | ----- |
| Shimizu S-Pulse | 1992  | -         | -         | 11             | 1              | 11    | 1     |
| Shimizu S-Pulse | 1993  | 18        | 0         | 7              | 2              | 25    | 2     |
| Total           | Total | 18        | 0         | 18             | 3              | 26    | 3     |